# 桂口站
桂口站位于福建省三明市永安市燕南街道，是鹰厦铁路上的车站，距鹰潭站419公里，距厦门站275公里，建于1956年。车站现为五等站，不办理客货运业务。